# نمایش آماندا
نمایش آماندا یک برنامه طنز تلویزیونی زنده و متنوع آمریکایی بود که از شبکه نیکلودین از ۶ نوامبر ۱۹۹۹ تا ۲۱ سپتامبر ۲۰۰۲ پخش می‌شد. از هنرمندان این مجموعه می‌شود به آماندا باینس، دریک بل، نانسی سولیوان و همین‌طور بازیگران نمایشی از جمله جانی کسیر، راکوئل لی و جاش پک اشاره کرد. این نمایش یکی از آیتم‌های برنامه تمام اینها بود که باینس سال قبل با بازی در آن مجموعه درخشیده بود. به گفته دن اشنایدر تهیه‌کننده این نمایش، پخش آن به‌طور غیر منتظره‌ای در پایان سال ۲۰۰۲ لغو شد.

## بازیگران مجموعه
- آماندا باینس (۲۰۰۲-۱۹۹۹) - میزبان
- دریک بل (۲۰۰۲-۱۹۹۹) - مجری دائمی
- نانسی سالیوان (۲۰۰۱-۱۹۹۹) - مجری دائمی
- راکوئل لی (۲۰۰۰-۱۹۹۹) - مجری دائمی (فصل اول)
- جانی کسیر (۲۰۰۰-۱۹۹۹) - مجری دائمی (فصل اول)
- جنا موریسون (۲۰۰۲-۱۹۹۹)
- جمی اسنو (۲۰۰۲-۱۹۹۹)
- اشلی ادنر (۲۰۰۲-۱۹۹۹) - نقش‌های مختلف
- اندرو هیل نیومن (۲۰۰۲-۱۹۹۹) - نقش‌های مختلف
- جاش پک (۲۰۰۲-۲۰۰۰) - مجری دائمی (فصل ۲ و۳)
- ریگان گومز-پرستون (۲۰۰۲-۲۰۰۰)
- رادلی وادکینز (۲۰۰۲-۲۰۰۰) - نقش‌های مختلف
- مولی اور (۲۰۰۲-۲۰۰۰)
- تاران کیلام (۲۰۰۲-۲۰۰۰)
- برایان آهرن (۲۰۰۲-۱۹۹۹) - نقش‌های مختلف
- دن اشنایدر (۲۰۰۲-۱۹۹۹) - در نقش آقای اولدمن
- کوربین بلو (۲۰۰۱-۲۰۰۲) - راسل کارتر
- اشلی تیزدیل - در دو قسمت از مجموعه ظاهر شد